# Каменка (Сланцевський район)
Каменка (рос. Каменка) — присілок у Сланцевському районі Ленінградської області Російської Федерації.
Населення становить 12 осіб. Належить до муніципального утворення Сланцевське міське поселення.

## Історія
Згідно із законом від 1 вересня 2004 року № 47-оз належить до муніципального утворення Сланцевське міське поселення.

## Населення
| 2007 | 2010 |
| ---- | ---- |
| 16   | ↘12  |